# Koobi Fora

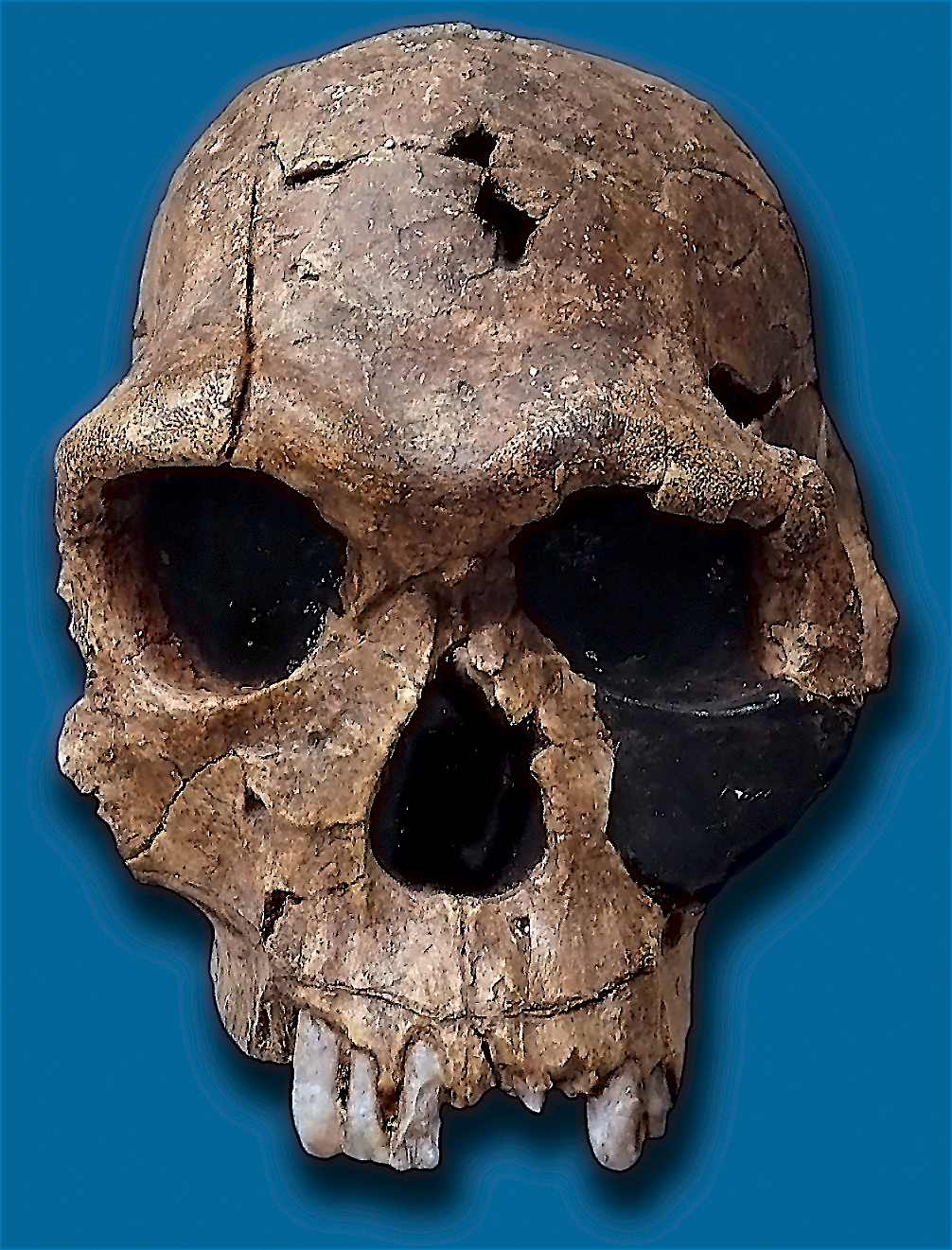
Czaszka Homo habilis ze stanowiska Koobi Fora

Koobi Fora – rozległa formacja geologiczna znajdująca się na wschodnim brzegu Jeziora Turkana w północnej Kenii. Zbudowana jest ze spoczywających na osadach wulkanicznych osadów fluwio-deltaicznych i jeziornych, pokrytych tufami. Jest jednym z najważniejszych stanowisk paleoantropologicznych, odnaleziono tam liczne szczątki wczesnych hominidów oraz narzędzia kamienne.
Region Koobi Fora został przebadany po raz pierwszy pod koniec lat 60. XX wieku przez Richarda Leakeya. Miąższość osadów na stanowisku dochodzi do 500 metrów. Najstarsze z nich datowane są na ok. 3,2 mln lat, najmłodsze na ok. 1,3 mln lat temu. Poziom tufów datowany na ok. 1,8 mln lat dzieli formację na część górną i dolną. W Koobi Fora odkryto łącznie ponad 150 szczątków hominidów, należących do gatunków Paranthropus boisei, Homo habilis, Homo rudolfensis i Homo erectus, a także narzędzia olduwajskie i pięściaki aszelskie.